# استیون دلر
استیون دلر (انگلیسی: Steven Dehler; ۱۳ فوریهٔ ۱۹۸۷ –) یک مانکن، بازیگر و رقصنده اهل ایالات متحده آمریکا است. از او به عنوان «نماد مدل‌های مد لباس زیر مردانه» یاد شده‌است. او یک اجرا کننده معمول در بار ابی است که ویژه همجنسگرایان و کلوپ شبانه در غرب هالیوود، کالیفرنیا است. او در سال ۲۰۱۵ مدل Marcuse Swimwear بود.
با حضور فعال در رسانه‌های اجتماعی، دلر تا ماه مه ۲۰۱۷ بیش از ۲۳۳۰۰۰ دنبال کننده در اینستاگرام دارد.